# 緬甸的蒙巴頓伯爵夫人佩內洛普·納奇布爾
緬甸的蒙巴頓伯爵夫人佩內洛普·梅雷迪思·瑪麗·納奇布爾（英語：Penelope Meredith Mary Knatchbull；1953年4月16日—）是一名英国貴族，母姓伊斯特伍德。她是第三代緬甸的蒙巴頓伯爵諾頓·納奇布爾的妻子，自2010年起出任拉姆西的總管大臣。

## 生平
佩內洛普出生於倫敦，是安格斯牛排館創辦人雷金納德·伊斯特伍德和妻子瑪麗安·胡德的唯一一個女兒。她在瑞典長大和接受教育，其後於1976年畢業於倫敦政治經濟學院。
她曾在1979年至2005年間使用「拉姆西勳爵夫人」頭銜，其後直至2017年為止則改用「布拉伯恩男爵夫人」作為頭銜。
2010年，佩內洛普取代因病辭職的丈夫，出任漢普郡東南部城鎮拉姆西的總管大臣榮譽職務；該職務此前曾由諾頓的祖父第一代緬甸的蒙巴頓伯爵路易·蒙巴頓擔任。她在2011年3月2日正式上任。
在她的幺女利奧諾拉因肝癌夭亡後，佩內洛普建立了利奧諾拉兒童癌症基金會。基金會在2010年與紀念利奧諾拉的曾祖母的埃德溫娜·蒙巴頓信託合併，並於2014年2月20日更名為埃德溫娜·蒙巴頓與利奧諾拉兒童基金會。她在丈夫確診患上阿兹海默症後亦接手管理位於漢普郡的家族祖宅布羅德蘭。
佩內洛普在婚後一直與英國王室保持密切聯繫，且會作為王室邀請的嘉賓出席每年的英國皇家溫莎馬展，更曾與王室成員一同在白金漢宮的陽台上觀看軍旗敬禮分列式。她與愛丁堡公爵菲利普親王自1990年代一同參加馬車駕駛比賽後便頗為親近；她也是愛丁堡公爵的葬禮上為數不多的三十名出席者之一。 
在佩內洛普的女兒亞歷山德拉於2016年的婚禮上，當時仍是威爾斯親王的英王查爾斯三世也親自將亞歷山德拉的手交托予新郎。她和女兒也一同出席了英女王伊莉莎白二世在2022年9月19日舉行的國葬。 

## 婚姻與子嗣
1979年10月20日，佩內洛普和第二代緬甸的蒙巴頓女伯爵帕特里夏·納奇布爾與第七代布拉伯恩男爵約翰·納奇布爾的長子拉姆西勳爵結婚；男方的遠房表弟威爾斯親王查爾斯（後為英王查爾斯三世）更在婚禮上擔任伴郎。婚禮在諾頓的祖父第一代緬甸的蒙巴頓伯爵路易·蒙巴頓被愛爾蘭共和軍刺殺身亡的僅僅兩個月後舉行。
夫妻二人共育有一子兩女，並現有三名孫子：
- 布拉伯恩男爵尼古拉斯·路易斯·查爾斯·諾頓·納奇布爾（1981年5月15日—）：伯爵爵位的法定繼承人、英王查爾斯三世的教子。尼古拉斯於2021年5月20日在家族祖宅布羅德蘭（英语：Broadlands）與安布爾·普澤結婚，二人育有一子：
  - 亞歷山大·納奇布爾（2022年6月—）[16]
- 亞歷山德拉·維多利亞·埃德溫娜·戴安娜·胡珀女勳爵（1982年12月5日—）：威爾斯王妃戴安娜的教女。亞歷山德拉於2016年6月25日在拉姆西修道院與托馬斯·愛德華·亨特利·胡珀結婚[14]，二人育有兩子：
  - 伊尼戈·諾頓·塞巴斯蒂安·蒙巴頓·胡珀（2017年12月21日—）
  - 奧爾登·彼得·西奧多·蒙巴頓·胡珀（2020年3月27日—）[17]
- 利奧諾拉·路易絲·瑪麗·伊莉莎白·納奇布爾（1986年6月25日—1991年10月22日）：以五歲之齡因肝癌逝世，葬於祖宅布羅德蘭的墓地[7]。

## 影視形象
佩內洛普在Netflix電視劇《王冠》第五季中由英國女演員娜塔莎·麥克艾洪飾演。